# Oribatula dactylaris
Oribatula dactylaris är en kvalsterart som först beskrevs av Subías, Ruiz och Kahwash 1990.  Oribatula dactylaris ingår i släktet Oribatula och familjen Oribatulidae. Inga underarter finns listade i Catalogue of Life.